# Bobina di Tesla

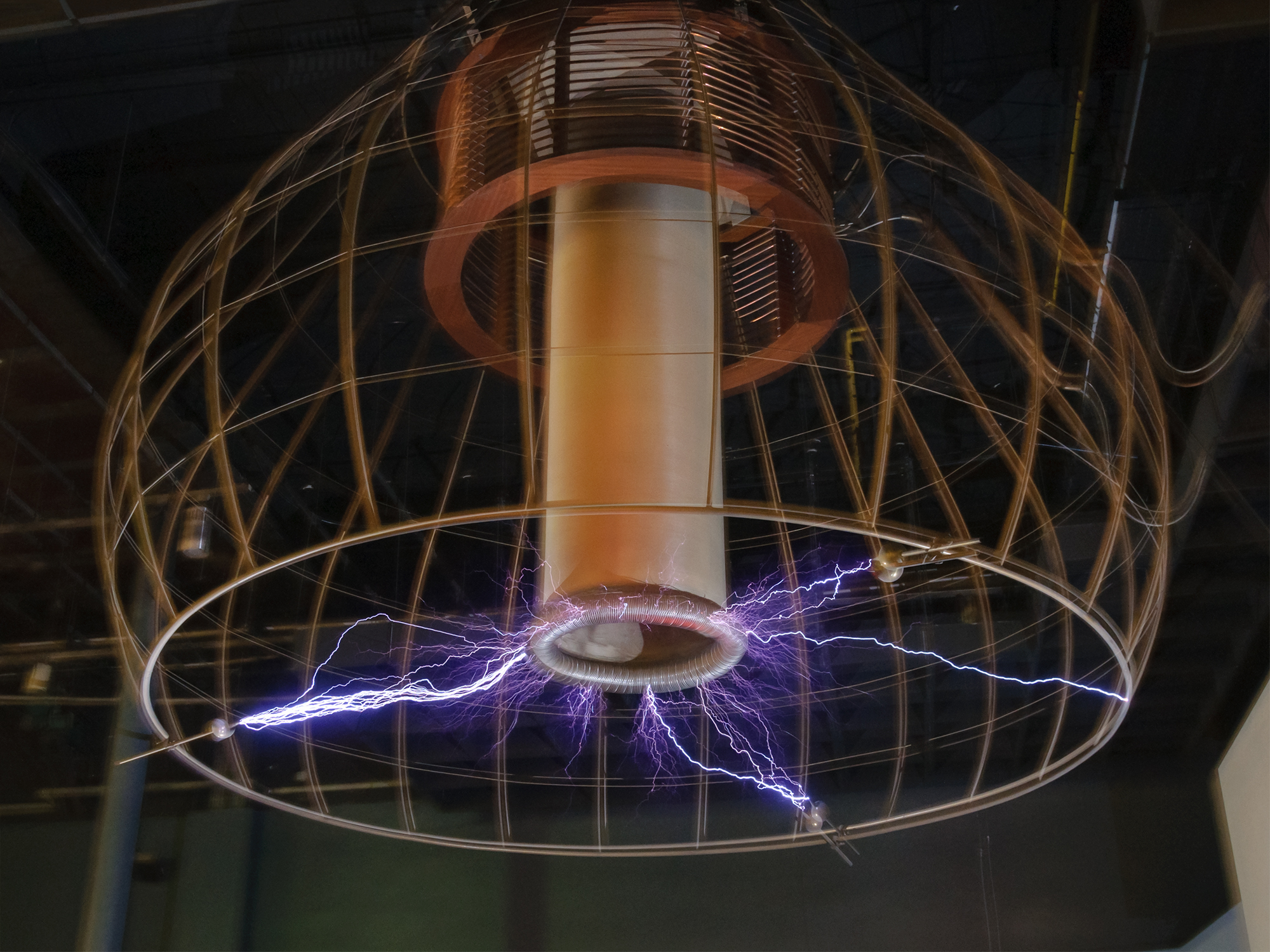
Una bobina di Tesla al Palais de la découverte di Parigi.

La bobina di Tesla è un trasformatore risonante ad alta tensione inventato da Nikola Tesla.
È in grado di generare fulmini del tutto simili a quelli di origine atmosferica, anche se di entità ridotta. È un tipo di trasformatore isolato in aria (talvolta in olio) che consiste in due o anche tre circuiti elettrici accoppiati in risonanza. Tesla sperimentò una grande varietà di bobine e configurazioni.
Le usò per condurre innovativi esperimenti sulla luce elettrica, fluorescenza, raggi X, fenomeni di corrente alternata ad alta frequenza, elettroterapia, trasmissione di segnali elettrici e di energia elettrica senza fili. Gli schemi dei primi modelli sono differenti da quelli più recenti.
Una particolarità di questa bobina è quella di riuscire ad accendere i tubi fluorescenti senza che questi siano collegati ad alcun impianto elettrico: è infatti sufficiente avvicinare il tubo alla bobina per vederlo accendersi.
I primi e i più recenti progetti generalmente includono una sorgente ad alta tensione, uno o più condensatori ad alta tensione e uno spinterometro che funge da "interruttore" (o switch) per eccitare il circuito primario con impulsi periodici di corrente ad alta frequenza. Una bobina di Tesla generalmente lavora ad alta frequenza, dai 70 kHz ai 25 MHz (nelle bobine di Tesla a stato solido più recenti). Vi sono molti appassionati che si dedicano alla costruzione di bobine di Tesla.
Circuiti contenenti bobine di Tesla furono usati commercialmente nei trasmettitori radio a spinterometro per la telegrafia senza fili fino al 1920. Bobine di Tesla modificate sono ancora oggi usate come spinterometro per lampade a scarica usate per l'illuminazione. Sebbene esistano altri spinterometri, il progetto dell'originale spinterometro di Tesla è meno costoso, e facilmente realizzabile.

## Storia

### Le prime bobine

Imitazione di un Spark Gap Hertziano

La prima descrizione che si ha di una bobina di Tesla è un vaso di vetro, di 15 per 20 cm, attorno a questo è avvolto, da 60 a 80 giri, un cavo conduttore di 0,823 mm² di sezione. All'interno si inserisce un avvolgimento primario da otto a dieci giri di cavo di sezione 13,3 mm²; il tutto immerso in un recipiente contenente olio isolante (olio di lino o minerale).

### Bobine disruptive
Nella primavera del 1891, Tesla diede una dimostrazione con varie macchine prima all'Istituto Americano degli Ingegneri Elettrici alla Columbia University. Seguendo le iniziali ricerche su tensione e frequenza di William Crookes, Tesla progettò e costruì una serie di bobine che producevano correnti ad alte tensioni e frequenze. Queste prime bobine utilizzavano una scarica disruptiva attraverso uno spinterometro. L'apparato può essere riprodotto utilizzando un rocchetto di Ruhmkorff, due condensatori ed una seconda bobina, costruita in modo particolare, disruptiva.
Il rocchetto di Ruhmkorff, essendo alimentato da una fonte principale, è collegato al condensatore su entrambi i terminali in serie. Uno spinterometro è applicato in parallelo al rocchetto di Ruhmkorff prima dei condensatori. I terminali di scarica erano in genere sfere di metallo di diametro minore di 25 mm (sebbene Tesla ne usasse in varie forme e dimensioni). I condensatori erano costruiti in modo particolare, piccoli e con grande isolamento. Questi condensatori consistevano in piastre mobili in bagno d'olio. Più piccole erano e più frequenti erano le scariche di questi primi apparati a bobina. Le piastre aiutano a eliminare anche l'autoinduzione della seconda bobina fornendole la capacità. Placche di mica erano piazzate nello spinterometro per stabilire un getto di corrente d'aria che attraversa i terminali. Ciò aiutava a eliminare l'arco elettrico, rendendo più brusca la scarica. Per questo scopo si utilizzava anche un getto d'aria.
I condensatori sono connessi a una doppia bobina primaria (ognuna in serie con un condensatore). Queste sono parti di una seconda bobina disruptiva costruita in modo speciale. Gli avvolgimenti primari hanno ognuno venti giri di cavo conduttore isolato di 1,31 mm² e sono avvolti separatamente su tubi di plastica spessi almeno di 3,2 mm. Il secondario ha trecento avvolgimenti di cavo conduttore isolato con seta avvolto su un tubo di plastica o barra, e i terminali incassati in tubi di vetro o plastica. Gli avvolgimenti primari devono essere larghi abbastanza da lasciare uno spazio quando la bobina secondaria è messa tra gli avvolgimenti. I primari devono coprire di mezzo centimetro attorno al secondario. Un divisore in gomma dura deve essere posizionato fra le spire primarie. I terminali del primario non sono connessi con i condensatori ma con lo spinterometro.
Nel brevetto (EN)  US0454622, United States Patent and Trademark Office, Stati Uniti d'America., Sistema di illuminazione elettrico (1891 23 giugno), Tesla descrive questa prima bobina disruptiva. Essa fu ideata per convertire ed erogare energia elettrica in forma adatta per la produzione di certi nuovi fenomeni elettrici, che richiedevano correnti di alta frequenza e tensione. È anche specificato un condensatore immagazzinatore di energia e un meccanismo di scarica sul primario di un trasformatore a radiofrequenza. Questo è il primo elementare esempio di alimentatore a radio-frequenza capace di eccitare un'antenna per emettere una potente radiazione elettromagnetica.
Un'altra bobina di Tesla fu registrata nel 1897 dal brevetto (EN)  US0593138, United States Patent and Trademark Office, Stati Uniti d'America., Trasformatore elettrico. Questo trasformatore erogava correnti ad alta tensione ed era composto da una bobina primaria e secondaria (facoltativamente, un terminale del secondario poteva essere connesso elettricamente con il primario; come i moderni dispositivi d'accensione per auto). Questa bobina di Tesla aveva il secondario posto all'interno e circondato dalle spire del primario. Questo consisteva in un primario e secondario avvolti in forma di una spirale piatta. Una bobina, il secondario in trasformazione progressiva, dell'apparato consisteva in un cavo sottile più lungo. Il congegno era anche connesso a terra quando la bobina era in uso.

### Ultimi progetti di bobine
Tesla, nel brevetto (EN)  US0645576, United States Patent and Trademark Office, Stati Uniti d'America. System of Transmission of Electrical Energy e nel (EN)  US0649621, United States Patent and Trademark Office, Stati Uniti d'America. Apparatus for Transmission of Electrical Energy, descrive innovative composizioni di bobine di trasmissione.
La bobina, o il conduttore trasmittente sono strutturati e sollecitati a produrre correnti ed oscillazioni di campo attraverso l'ambiente fino a una notevole distanza, fino a una bobina o un conduttore riceventi l'energia trasmessa. Con queste bobine furono raggiunti potenziali molto elevati.
Tardivamente brevettò con (EN)  US0723188, United States Patent and Trademark Office, Stati Uniti d'America., Metodo di segnalazione, e con (EN)  US0725605, United States Patent and Trademark Office, Stati Uniti d'America., Sistema di Segnalazione, sistemi per bobine ad alta capacità trasmissiva con elettrodo a terra.
Alcune delle ultime bobine di Tesla furono considerevolmente le più grandi e col maggior potenziale elettrico.
Quando Tesla brevettò l'ultimo dispositivo in (EN)  US1119732, United States Patent and Trademark Office, Stati Uniti d'America. (Apparatus for Transmitting Electrical Energy), lui definì il dispositivo in maniera alquanto complessa, come un “trasformatore ad alta tensione, air-core (con nucleo ad aria), auto rigenerativo, risonante, per generare alte tensioni a elevata frequenza”.
Le ultime bobine di Tesla furono a loro volta alimentate da grandi trasformatori ad alta tensione, usando per l'accumulo grandi condensatori a Bottiglia di Leida, immersi in olio (per ridurre le perdite a effetto corona, e usando appositi interruttori per governare gli alti livelli di potenziale.
Gli interruttori furono singolarmente dotati di ventilatori di raffreddamento per poter reggere le condizioni operative.
Tesla, anche se in qualche caso usò olio per isolare le sue bobine, più spesso confidò sulle proprietà isolanti dell'aria; usò forme delle parti emittenti di sommità degli apparati (topload) aventi ampio raggio di curvatura, ancora per minimizzare le perdite per effetto corona (dette streamer).
Il guadagno in tensione del circuito al toroide è proporzionale alla carica spostata, la quale è determinata dalla entità di capacità (carica) del circuito, dalla tensione (che Tesla chiama "Pressione elettrica" in analogia al parametro idraulico), e dalla frequenza della corrente impiegata.

## Funzionamento

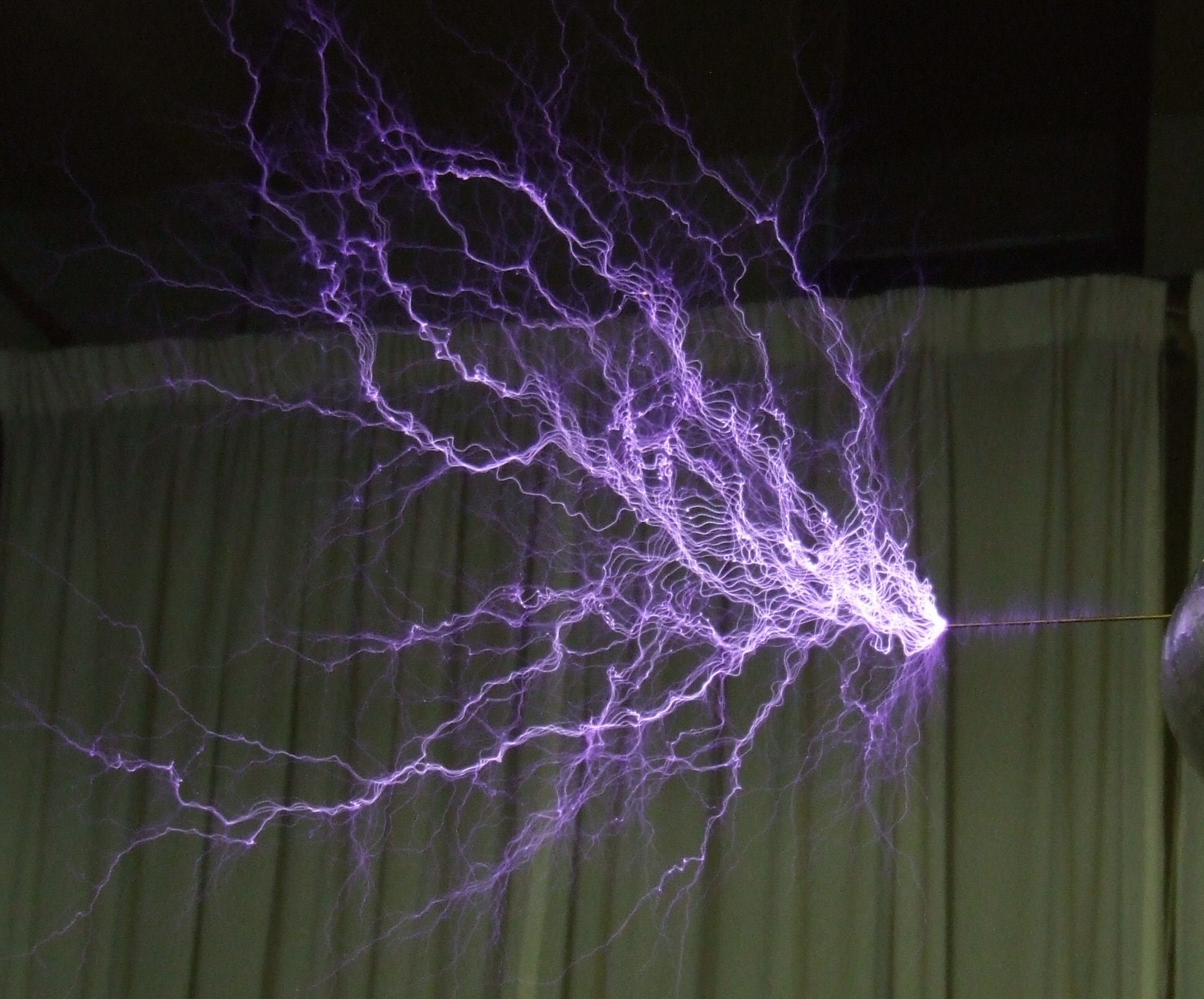
Scariche elettriche a filamenti come bagliori di plasma di una bobina di Tesla.

Un trasformatore a bobina di Tesla opera in una maniera significativamente diversa da un trasformatore convenzionale (per es. con nucleo in ferro). In un trasformatore convenzionale, le spire sono molto vicine tra loro, e il guadagno di tensione è limitato al rapporto dei numeri di giri delle spire. Diversamente, il guadagno di tensione di una bobina di Tesla può essere significativamente più grande, poiché è proporzionale alla radice quadrata del rapporto delle induttanze secondarie e primarie. La bobina trasferisce energia da un circuito risonante che oscilla da uno (il primario) all'altro (il secondario) su un numero dei cicli di RF. Appena il primario trasferisce energia al secondario, la tensione di produzione secondaria aumenta finché tutta l'energia primaria disponibile è stata trasferita al secondario (con buona efficienza). Anche con perdite di scariche elettriche significative una bobina di Tesla ben progettata può trasferire oltre l'85% dell'energia immagazzinata inizialmente nel condensatore primario al circuito secondario. Come l'energia si forma all'interno del circuito secondario oscillante, l'ampiezza della tensione del toroide rapidamente aumenta superando il valore di tensione critica e l'aria che circonda il toroide comincia a subire una rottura dielettrica, formando scariche per effetto corona.
Gli appassionati per apparati ad alta tensione ai giorni d'oggi costruiscono di solito bobine di Tesla che sono simili ad alcuni dei progetti più recenti di Tesla, con nucleo ad aria. Questi consistono tipicamente in un circuito di accumulo primario che è un circuito LC serie composto da un condensatore di alta tensione, uno spinterometro, e una bobina primaria; e il circuito di LC secondario, un circuito in serie risonante che consiste della bobina secondaria ed il toroide. Nei piani originali di Tesla, il circuito LC secondario è composto da una bobina secondaria caricata messa poi in serie con una grande bobina elicoidale. La bobina elicoidale era connessa poi al toroide. La maggior parte di bobine moderne usa solamente una sola bobina secondaria. Il toroide in effetti è un terminale di un condensatore, essendo l'altro terminale la messa a terra. Il circuito di LC primario è sintonizzato in modo da risonare alla stessa frequenza del circuito LC secondario. Le bobine primarie e secondarie sono accoppiate magneticamente, creando un trasformatore con nucleo ad aria risonante e doppiamente sintonizzato. Diversamente da un trasformatore convenzionale che può accoppiare più del 97% dei campi magnetici tra le spire, gli avvolgimenti di una Bobina di Tesla sono accoppiati "liberamente", col primario e secondario che condividono tipicamente solo il 10-20% dei loro rispettivi campi magnetici. Le prime Bobine di Tesla isolate a olio necessitavano di grossi isolamenti ai loro collegamenti per prevenire scariche in aria. Più recenti versioni di bobine di Tesla emettono campi elettrici a grandi distanze, permettendo perciò operazioni all'aria aperta.
Nel disegno originale di Tesla per la sua più grande bobina, egli usò un terminale superiore che consiste in una cornice metallica a forma di toroide, coperto con piastre lisce di metallo a semicerchio (costituendo una superficie conducente molto grande). Nel suo complesso più grande Tesla impiegò questo tipo di elemento sagomato all'interno di una cupola. Il terminale superiore aveva una capacità relativamente piccola, caricata con una tensione alta quanto possibile.
La superficie esterna del terminale superiore è dove la carica elettrica si accumula. Ha un grande raggio di curvatura, ovvero è composta di elementi separati che, contrariamente al loro proprio raggio di curvatura, sono sistemati uno vicino all'altro così che la superficie ideale esterna che li avvolge ha un grande raggio..
Questo tipo di struttura permise al terminale di sostenere tensioni molto alte senza generare scariche. Tesla durante il processo applicativo del brevetto descrisse una varietà di risonatori terminali alla sommità di questa bobina più recente..
Le più moderne bobine di Tesla usano semplici toroidi, tipicamente costruiti da fili metallici o da tubi piegati di alluminio, per controllare l'elevato campo elettrico vicino alla sommità del secondario e indirizzare le scariche all'esterno, lontano dalle spire primarie e secondarie.
Alcuni lavori di Tesla richiesero un accoppiamento più stretto, un nucleo ad aria, un trasformatore di alta frequenza, dove il conduttore in uscita poi alimentava un altro risonatore, qualche volta chiamato "bobina addizionale", o semplicemente " secondario superiore". Il principio è che l'energia si accumula nella bobina superiore risonante e la parte del trasformatore secondario è data dal "meno potente" secondario separato; le parti non sono condivise da un singolo secondario. La moderna tripla bobina del sistema del Trasmettitore Intensificante spesso posiziona il superiore secondario a distanza dal trasformatore, o lo avvolge su una forma di bobina di diametro notevolmente più piccola. L'accoppiamento magnetico diretto al superiore secondario non era desiderabile, così la terza bobina fu progettata per essere guidata direttamente "iniettando" corrente di Radiofrequenza direttamente nella parte inferiore delle spire.
Questo particolare circuito di Tesla consiste di una bobina in stretta relazione induttiva con un primario, ed un terminale connesso a una piastra di terra, mentre l'altro terminale è condotto attraverso una bobina di autoinduzione separata (la cui connessione dovrebbe essere fatta sempre, o vicino, al centro geometrico della forma circolare di quella bobina per assicurare una distribuzione simmetrica della corrente), e di un cilindro metallico che porta la corrente al terminale. La bobina primaria può essere eccitata da qualsiasi fonte desiderata di corrente ad alta frequenza. L'importante requisito è che i lati primari e secondari devono essere sintonizzati alla stessa frequenza risonante per permettere trasferimento efficiente di energia tra il primario ed i circuiti risonanti secondari. Il conduttore dell'asta terminale (topload) è nella forma di un cilindro con superficie liscia di un raggio più grande di quello dei piastre di metallo sferiche, e si allarga fuori dal fondo in un contenitore (che è utilizzato per evitare perdita da correnti parassite e per sicurezza). La bobina secondaria è avvolta su un tamburo di materiale isolante, con le sue spire strette. Quando l'effetto del piccolo raggio di curvatura del filo stesso è superato, la bobina secondaria più bassa si comporta come un conduttore di grande raggio di curvatura, corrispondente a quello del tamburo (questo effetto è applicabile altrove). Il terminale più basso della bobina secondaria superiore, se desiderato, può essere esteso su fino al terminale (EN)  US1119732, United States Patent and Trademark Office, Stati Uniti d'America. e dovrebbe essere piuttosto sotto la spira più alta della bobina primaria. Questo diminuisce la tendenza della carica a irrompere fuori dal filo che connette entrambi ed a passare lungo il supporto.
Le moderne bobine di Tesla, basate a transistor o su tubi a vuoto, non usano uno spinterometro. Invece, il transistor(i) o tubo(i a vuoto) offre la funzione di commutazione o amplificazione necessaria a generare RF che alimenta il circuito primario. Bobine di Tesla a transistor usano la tensione di funzionamento primaria più bassa, tipicamente tra 175 a 800 volt e guida le spire primarie usando un ponte a metà o un circuito a ponte completo a transistor bipolari, MOSFETs o IGBTs per cambiare la corrente primaria. Le bobine alimentate da valvole termoioniche tipicamente operano con tensioni con piastre tra i 1500 e 6000 volt, mentre la maggior parte di bobine di spinterometro operano con tensioni primarie di 6 000 a 25 000 volt. L'avvolgimento primario di un tradizionale bobina di Tesla a transistor avvolge solamente la parte più bassa del secondario (qualche volta chiamato risonante). Questo aiuta a evidenziare l'operato del secondario come un risonatore pompato. Il primario incita tensione alternata nella porzione più bassa del secondario, mentre offrendo "spinte" regolari (simile a spinte propriamente calcolate e previste in un'oscillazione di campo). 
Energia supplementare è trasferita dal primario all'induttanza secondaria e la capacità del terminale superiore durante ogni "spinta", e la tensione di produzione secondaria costituisce produzione dell'anello superiore dell'apparato. Un circuito di reazione elettronico è di solito usato per sincronizzare adattivamente l'oscillatore primario alla risonanza crescente nel secondario, e questa è l'unica considerazione di sintonia, oltre alla scelta progettuale iniziale di un ragionato terminale superiore.
In una Doppia Bobina di Tesla a Stato Solido e Risonante (DRSSTC), la commutazione elettronica del SSTC è combinata col risonante circuito primario di una la bobina di Tesla a spinterometro. Il circuito primario risonante è formato connettendo un condensatore in serie con la spira primaria della bobina, così che la combinazione forma un circuito di serie con una frequenza risonante vicina quella del circuito secondario. A causa del circuito risonante supplementare, sono necessarie rettifiche manuali ed una di sintonia adattiva. Un interruttore è spesso usato per ridurre anche il ciclo dativo del ponte di commutazione per migliorare capacità di potenza di picco; similmente, IGBTs sono più popolari in questa applicazione che transistor bipolari o MOSFETs, a causa delle loro caratteristiche di manipolazione di potenza superiori. La performance di un DRSSTC può essere comparabile a una bobina di Tesla a spintemetro di media potenza, e l'efficienza (come misurato dalla lunghezza di scarica contro la potenza in entrata) può essere significativamente più grande di una Tesla Coil a spinterometro operante alla stessa potenza in entrata.
Se le attuali bobine di Tesla sono usate (riduttivamente) soprattutto per produrre scariche disruptive (fulmini artificiali, archi elettrici), lo scopo per cui furono progettate fu quello di generare un campo elettrico scalare capace di trasmettere energia senza fili (definibile come "reattiva", a differenza delle onde elettromagnetiche che trasmettono energia attiva).
Anche se la tensione del circuito primario di una Bobina di Tesla a transistor è relativamente bassa, questa può essere comunque piuttosto pericolosa, considerando l'elevata capacità dei condensatori di livellamento carichi (picchi di oltre 200A). La maggior parte di incidenti sono stati causati dalla pericolosa corrente del circuito a bassa tensione, più che dall'elevata tensione del circuito secondario. Le persone e gli animali devono essere tenuti lontano dalle bobine di Tesla in funzione.

## Utilizzo, produzione e trasmissione
Una grande bobina di Tesla può arrivare ad operare a livelli di potenza di picco molto alti, fino a molti megawatt (un milione di watt). Dovrebbe perciò essere posizionata ed azionata attentamente, non solo per questioni di efficienza e di economia di esercizio, ma anche per questioni di sicurezza. Se, a causa di una sintonizzazione impropria, il punto di massima tensione cade sotto il terminale, lungo la bobina secondaria può scaturire una scarica (scintilla) e danneggiare o distruggere il filo della bobina, i sostegni od oggetti vicini.
Tesla con le sue bobine sperimentò diverse configurazioni di circuiti (vedi a destra e sinistra). L'avvolgimento primario di una bobina di Tesla e lo spinterometro sono in serie, il condensatore a tanica in parallelo, oppure, il primario e il condensatore a tanica in serie e lo spinterometro in parallelo. In ogni circuito, il trasformatore di alimentazione di corrente alternata carica il condensatore a tanica finché la sua tensione è sufficiente a irrompere nello spinterometro. L'apertura (dello spinterometro) scocca scintille immediatamente, permettendo al condensatore caricato di scaricarsi nell'avvolgimento primario. Una volta che l'apertura emette scariche elettriche, il comportamento elettrico di entrambi i circuiti è identico. Esperimenti hanno mostrato che nessuno dei due circuiti offre una marcata prestazione a vantaggio dell'altro.

Tipico schema di una bobina di Tesla
Questo semplice circuito è progettato per essere percorso da corrente alternata. Qui lo spinterometro cortocircuita l'alta frequenza lungo il primo trasformatore. Una induttanza non mostrata protegge il trasformatore.

Altra configurazione
Anche questo circuito è percorso da correnti alternate. Comunque l'alimentatore in alternata dell'alta tensione deve essere capace di supportare alte tensioni in alta frequenza.

Comunque, nel circuito tipico (sinistra), l'azione di cortocircuito dello spinterometro previene che oscillazioni di alta frequenza ritornino nel trasformatore di alimentazione. Nel circuito alternato, la grande ampiezza delle oscillazioni di alta frequenza che scorrono attraverso il condensatore sono applicate anche alle spire del trasformatore di alimentazione. Questo può indurre scariche a corona tra le spire che indeboliscono ed eventualmente distruggono l'isolamento del trasformatore. Esperti costruttori di bobine di Tesla usano quasi esclusivamente il circuito superiore, spesso aumentandolo con filtri passa basso (reti di resistenza e condensatore, RC) tra il trasformatore di alimentazione e spinterometro per aiutare a proteggere il trasformatore di alimentazione. Si adoperare anche una vernice anti-corona per evitare che il circuito secondario si autodistrugga, inoltre viene aggiunto sopra il circuito primario un avvolgimento di sicurezza messo a terra, in modo che quando le scariche del secondario sono molto lunghe anziché colpire il circuito primario ed entrare poi nel trasformatore HV, vadano dirette verso terra. Questo è molto importante quando si usano trasformatori con spire di alta tensione fragili, come trasformatori per luci al Neon (Neon Sign Transformers - NST). Nonostante la configurazione usata, il trasformatore di HV deve essere del tipo che auto-limiti la sua corrente secondaria a causa di perdite interne dell'induttanza. Un trasformatore di alta tensione normale (con induttanza a bassa perdita) deve usare un limitatore esterno (qualche volta chiamato "ballast") per limitare corrente. I NST sono progettati per avere una perdita di induttanza alta per limitare il cortocircuito di corrente a un livello sicuro.

## Precauzioni di sintonia
La frequenza risonante della bobina primaria dovrebbe essere sintonizzata allo stesso valore della bobina secondaria usando oscillazioni di bassa potenza, aumentando poi la potenza finché l'apparato è messo sotto controllo. Mentre si sintonizza, una piccola sporgenza (chiamata "punto di rottura") è spesso aggiunta al terminale (superiore) per promuovere l'emissione di archi e di scariche a scintilla (qualche volta chiamati bagliori) nell'aria circostante. Sintonizzando si può aggiustare il fenomeno, così da realizzare archi di entità e livelli di potenza determinati, corrispondendo questi all'accoppiamento di frequenza tra la bobina primaria e secondaria. La capacità 'caricata' dalle scariche tende a variare (abbassare) la frequenza risonante di una Bobina di Tesla che opera a piena potenza. Per una varietà di ragioni tecniche, i toroidi offrono una delle forme più efficienti per i terminali superiori delle bobine di Tesla.
Siccome le bobine di Tesla possono produrre correnti (o scariche), di frequenza e tensione molto alta, sono utili per vari scopi, incluso dimostrazioni scolastiche, effetti speciali scenografici (teatro, film); possono essere inoltre utilizzate per il collaudo di prodotti tecnologici.

## Scariche aeree

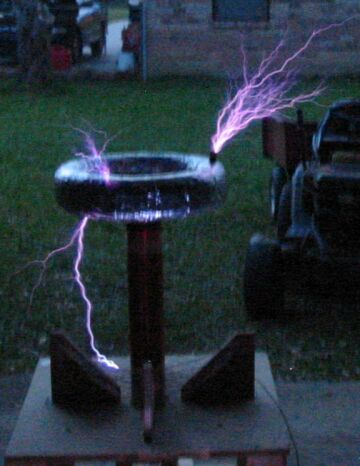
Una piccola, di tipo più tardo, "bobina di Tesla " in operazione. Produce scariche di circa 43 cm. Il diametro del secondario è 7,5 cm. La tensione di alimentazione è 10.000 V, 60 Hz a corrente limitata.

Mentre si generano scariche, l'energia elettrica dal secondario e toroide è trasferita all'aria circostante come carica elettrica, calore, luce e suono. Le correnti elettriche che fluiscono attraverso queste scariche sono in verità causate dal cambiamento rapido di quantità di carica da un punto (il terminale superiore) ad altri punti (regioni vicine dell'aria). Il processo è simile a una carica o scarica di un condensatore. La corrente che si crea dallo scorrimento di cariche all'interno di un condensatore è chiamata corrente di spostamento. Le scariche di bobine di Tesla sono formate da un risultato di correnti di spostamento appena le pulsazioni di cariche elettriche sono trasferite rapidamente tra il toroide di alta tensione e regioni vicine dell'aria (chiamate regioni di carica spaziale). Anche se le regioni di carica spaziale attorno al toroide sono invisibili, hanno un ruolo fondamentale nell'aspetto e localizzazione delle scariche delle Bobina di Tesla.
Quando lo spinterometro genera scintille, il condensatore carico si scarica nelle spire del primario, causando delle oscillazioni nel circuito primario. La corrente primaria oscillante crea un campo magnetico che si accoppia alle spire del secondario, trasferendo energia nella seconda da parte del trasformatore e facendolo oscillare con la capacità del toroide. Il trasferimento di energia avviene in un certo numero di cicli, e la maggior parte dell'energia che era in origine nel primario è trasferita nel secondario. Più è grande l'accoppiamento magnetico tra le spire, più è breve il tempo richiesto per completare il trasferimento di energia. Come l'energia si forma all'interno del circuito secondario oscillante, l'ampiezza della tensione di RF del toroide rapidamente aumenta e l'aria che circonda il toroide comincia a subire una rottura dielettrica, formando scariche.
Dato che l'energia della bobina secondaria (e la tensione in uscita) continuano ad aumentare, maggiori pulsazioni di corrente di spostamento ionizzano e scaldano maggiormente l'aria al punto di rottura iniziale. Questo forma un punto di "radice" molto caldo e quindi più conduttivo di plasma surriscaldato. La radice che irrompe fuori dal toroide è detta guida. 
Il plasma all'interno della guida, pur essendo simile a quello di un arco elettrico, è notevolmente più caldo di una semplice scarica ad arco, quindi è anche notevolmente più conduttivo.
La guida si dirama, poi, in migliaia di scariche più sottili, più fredde, simili a capelli (chiamate bagliori). I bagliori sembrano come una 'foschia' bluastra alla fine delle guide più luminose: sono i lampi che, in verità, trasferiscono la carica tra le guide e toroidi a regioni spaziali di carica attorno. Le correnti di spostamento, generate da innumerevoli lampi tutti contenuti nella guida, aiutano a tenere la guida calda ed elettricamente ad alta conduttività.
In una bobina di Tesla a spinterometro, il processo di trasferimento di energia dal primario al secondario si ripete con pulsazioni tipiche di 50 - 500 cicli al secondo e i canali guida che si erano già formati non hanno possibilità di raffreddarsi troppo tra una pulsazione e l'altra.
Così, con pulsazioni successive, si possono formare scariche nuove sui percorsi caldi lasciati dalle pulsazioni precedenti. Questo provoca la crescita della guida da una pulsazione all'altra, allungando l'intera scarica a ogni successiva pulsazione. La pulsazione ripetitiva causa una crescita di scariche fino all'equilibrio, cioè fino a quando l'energia media disponibile della Bobina di Tesla durante ogni pulsazione bilancia l'energia media che si perde nelle scariche (soprattutto sotto forma di calore). A questo punto si è raggiunto un equilibrio dinamico e le scariche sono giunte alla loro lunghezza massima per il livello di potenza disponibile dalla Bobina.
La combinazione di uno sviluppo con alta tensione a radiofrequenza e una pulsazione ripetitiva sembra vada bene idealmente per creare scariche lunghe e ramificate, notevolmente più lunghe di quanto ci si aspetterebbe, altrimenti, da considerazioni isolate di produzione di tensione. 
Scariche di alta tensione creano scariche di colore blu-violaceo filamentose multi ramificate. Scariche di alta energia creano scariche più spesse con meno rami, pallide e luminose, quasi bianche, e sono molto più lunghe di quelle a bassa energia, a causa di un aumento della ionizzazione. 
Si sente nell'aria un forte odore pungente di ozono e di ossidi di azoto. 
Per la lunghezza massima delle scariche sembrano fattori importanti la tensione, l'energia e, per quanto possibile, l'aria di bassa o moderata umidità. Comunque, a più di 100 anni dal primo uso di una Bobine di Tesla, molti aspetti delle scariche della Bobina e il processo di trasferimento dell'energia non sono ancora compresi completamente.

## Ricezione
Varianti di bobine di Tesla furono suggerite da Tesla per ricevere potenza da radiazione elettromagnetica, o alternare campi elettrici vicini, di frequenza praticabile e per sfruttare il gradiente di tensione verticale nell'atmosfera della Terra. Tesla compì esperimenti di primi tipi di bobine con successo, particolarmente nell'area di ricezione di quello che probabilmente era il campo elettrico vicino di una grande bobina di Tesla a una certa distanza. Comprese che molti dei suoi esperimenti operavano su una base di onde Hertziane, onde elettromagnetiche propagate nello spazio senza guida artificiale.
Tesla affermò che una delle sette caratteristiche di questo sistema mondiale senza fili era la costruzione di un "ricevitore risonante". I secondari di una Bobina di Tesla ed il suo condensatore possono essere usati maniera ricevente. Tesla stesso dimostrò trasmissione di potenza elettrica senza fili dal trasmettitore al ricevente. Questi concetti e metodi sono parte della sua trasmissione senza fili di sistema di distribuzione di potenza elettrica (US 1119732 " Apparatus for Transmitting Electrical Energy " 1902 January 18). Tesla propose che dovrebbero esserci state "trenta" di tali antenne nel mondo. Il circuito ricevente di queste torri è connesso ognuno con un condensatore ed un'apparecchiatura adatta ad aprire e chiudere il circuito ricevente a intervalli predeterminati di tempo. La bobina di Tesla, usata come ricevente consentirebbe di commutare, dirigere, e selezionare gli impulsi di corrente nel circuito di carica così da renderli utilizzabili per caricare il dispositivo di immagazzinamento; in linea teorica sarebbe possibile chiudere il circuito ricevente e fare in modo che il ricevitore sia messo in funzione dall'energia accumulata.

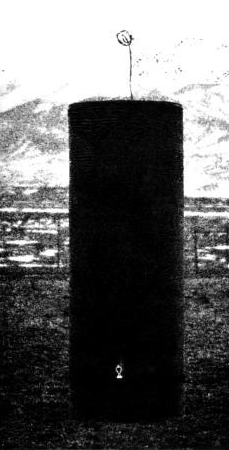
Bobina di Tesla in uno dei tanti esperimenti di Colorado Springs. Questa è una bobina con presa di terra risonante con un trasmettitore distante; la luce è collegata a un'altra bobina di due spire ed è accesa: chiaro esempio di radio (telegrafia senza fili) ricevente come parte di quattro circuiti sintonizzati.

Una Bobina di Tesla usata come un ricevitore di potenza elettrica è detta Antenna di Tesla . L'antenna di Tesla, usata come ricevitore, si comporta come un trasformatore "step down" cioè come un Convertitore buck con produzione di alta corrente. I parametri di una trasmittente a Bobina di Tesla sono identicamente applicabili ad essa essendo un ricevitore (p.e., un circuito di antenna), a causa della reciprocità. L'impedenza, generalmente tuttavia, non è applicata in modo ovvio; per l'impedenza elettrica, l'impedenza al carico (p.e., dove la potenza è consumata) è molto critica e, per un ricevitore a Bobina di Tesla, questo è al punto di utilizzo (come per un motore a induzione) piuttosto che un punto ricevente. L'impedenza complessa di un'antenna è legata alla lunghezza elettrica dell'antenna della lunghezza d'onda in uso. Comunemente, l'impedenza è aggiustata al carico con un sintonizzatore o reti sintonizzate composte da induttanze e condensatori.
Una Bobina di Tesla può ricevere impulsi elettromagnetici da elettricità atmosferica ed energia radiante, oltre alle normali trasmissioni senza fili. L'energia radiante emette con grande velocità particelle minute che sono fortemente elettrificate e, altri raggi che cadono sul conduttore isolato connessi a un condensatore, possono fare in modo che il condensatore si carichi elettricamente indefinitamente. Il risonatore elicoidale può essere " eccitato con un colpo " dovuto a disturbi di energia radianti non solo all'onda fondamentale a un quarto di lunghezza d'onda ma anche può essere eccitato alle sue armoniche. Sebbene metodi Hertziani possono essere usati per eccitare l'Antenna di Tesla con limitazioni che danno luogo a grandi svantaggi pratici. I metodi di conduzione a terra ed i vari metodi di induzione possono essere usati anche per eccitare l'Antenna di Tesla, ma è di nuovo uno svantaggio per l'utilizzo. Il circuito di carica può essere adattato per essere stimolato dall'azione di vari altri disturbi ed effetti a distanza. Oscillazioni arbitrarie ed intermittenti che sono propagate via conduzione al risonatore ricevente caricheranno il condensatore del ricevitore ed utilizzeranno l'energia potenziale al più grande effetto. Le varie radiazioni possono essere usate per caricare e scaricare conduttori, con le radiazioni considerate vibrazioni elettromagnetiche di varie lunghezze d'onda e potenziali ionizzanti. L'Antenna di Tesla utilizza gli effetti o disturbi per caricare un dispositivo di accumulo con energia da una fonte esterna (naturale o artificiale) e controlla la carica di detta apparecchiatura dalle azioni degli effetti o disturbi (durante intervalli successivi di tempo determinati da mezzi di tali effetti e disturbi corrispondenti in successione e la durata degli effetti e disturbi). L'energia immagazzinata può essere usata anche per azionare l'apparecchiatura ricevente. L'energia accumulata può, per esempio, azionare un trasformatore scaricando attraverso un circuito primario a durate predeterminate che, dalle correnti secondarie, azioni l'apparecchiatura ricevente.
Mentre la Bobina di Tesla può essere usata per questi scopi, molta attenzione del pubblico e dei media sono verso le applicazioni di trasmissione della bobina di Tesla sin da quando le scariche di plasma affascinano più persone. Nonostante questo fatto, Tesla suggerì che questa variazione della sua bobina potesse utilizzare l'effetto loop- fantasma per formare un circuito per indurre energia dal campo magnetico della Terra e le altre fonti di energia raggianti (incluso, ma non limitato a, l'elettrostatica). Con riguardo alle asserzioni di Tesla sull'imbrigliamento di fenomeni naturali per ottenere la potenza elettrica, lui affermò:
Prima che molte generazioni passino, il nostro apparato sarà guidato da una potenza ottenibile da ogni punto dell'universo. "Esperimenti con Correnti Alternate di Alta Frequenza e Alto Potenziale " (febbraio 1892)
Tesla affermò che la potenza di produzione da queste apparecchiature, raggiunte da metodi di carica Hertziani, era bassa, ma sono disponibili mezzi di carica alternativi. I ricevitori di Tesla azionati correttamente agiscono come un trasformatore "step down" con produzione di alta corrente. Non c'è tutt'oggi, nessuna entità di generatore di potenza commerciale o società che hanno utilizzato questa tecnologia a pieno effetto. I livelli di potenza realizzati da ricevitori a Tesla Coil sono, fino ad ora, stati una frazione della produzione di potenza delle trasmittenti.
Ignorando correnti di terra e gli altri naturali fenomeni elettromagnetici l'antenna di Tesla può ricevere potenza elettrica proveniente da fulmini. La potenza totale ottenibile da elettricità atmosferica da cielo a terra è stata stimata a 700 megawatt. Da paragone, una tipica centrale elettrica a combustibile fossile (come petrolio o benzina) che alimenta le reti domestiche può avere due turbine a benzina ed una sola turbina a vapore che utilizzano il calore dalla benzina di scarica delle turbine di benzina, con ognuna delle tre turbine tarate a 100 megawatt. Sul lato di carico, 700 MW è visto corrispondere a duemila famiglie che fanno uso di una potenza media di 3000 watt, contrapposto con una popolazione al mondo di più i sei miliardi di persone. Per quanto riguarda i metodi, l'elettricità atmosferica si riferisce all'elettricità statica; la corrente continua; e la tecnologia HVDC (corrente continua ad alta tensione) moderna converte la corrente continua da tali tensioni a una corrente alternata abbastanza bene per essere molto popolare nell'uso nella rete di distribuzione elettrica; una variante di bobina di Tesla non è l'unico modo di fare questo, né necessariamente il migliore, né per l'elettricità atmosferica o la potenza di correnti continue della terra.
La più grande tensione tellurica osservata su un cavo di comunicazioni sottomarino durante uno studio di dieci anni era solamente 0.75 volt per chilometro. La superficie della Terra ha una carica negativa (NC) e l'atmosfera ha una carica positiva (PC).
L'ammontare presente di radiazione elettromagnetica sulla superficie della Terra è nota a quelli il cui lavoro tecnico sulla comunicazione radio o l'acquiescenza regolatore comporta la ricezione e misurazione. La radiazione è esaminata da dieci migliaia di hertz (cicli al secondo) su a trenta miliardi hertz (la lunghezza d'onda di un centimetro) o più in molti casi. Trasmissioni radio autorizzate ed emissioni minori da attrezzature designate ma non desiderate non sono oscurate grandemente da occorrente naturalmente energia di radiofrequenza. Questo naturale ed innaturale ' rumore' è abbondante nell'ambiente e può essere ricevuto via ricezione di banda larga, anche se questo articolo non citi alcuna dimostrazione che offra potenza su scala domestica, commerciali o scopi industriali attualmente. Una bobina di Tesla non è pertanto un'apparecchiatura a banda larga dato che opera solamente sulla sua frequenza risonante e certe armoniche.

## Rischi per la vita e precauzioni: il mito della protezione dovuta all'effetto pelle
I pericoli della corrente elettrica ad alta frequenza sono percepiti qualche volta come se fossero meno pericolosi che a frequenze più basse. Questo, spesso, è erroneamente interpretato come essere dovuto all'effetto pelle, un fenomeno che tende a impedire che corrente alternata fluisca nelle parti interne di un conduttore. Anche se l'effetto pelle è applicabile a conduttori elettrici effettivi (p.e. i metalli conduttori), la 'profondità di pelle' della carne umana a frequenze di una tipica Bobina di Tesla di buona potenza può essere dell'ordine di 60 pollici (un metro e mezzo) o più . Un'analisi indipendente afferma che una piccola bobina può produrre una penetrazione di 2,5 pollici, circa 80 mm, in normale ambiente salino. Correnti di alta frequenza, quindi, fluiscono preferenzialmente attraverso le parti del corpo più profonde e più conduttive, come l'apparato circolatorio e il sistema nervoso. In realtà, il sistema nervoso di un essere umano non ha sensibilità delle correnti elettriche di oltre i 15-20 kHz, le quali, pur producendo alterazioni e pur essendo potenzialmente pericolose, invertono il flusso ionico troppo velocemente per essere recepite da un sistema adatto a ricevere frequenze più basse.
Gli ioni, trasferiti così velocemente in un senso e poi nell'altro, non possono essere percepiti: è qualcosa di analogo alla mancata percezione della radioattività a cui, di norma, si è pressoché insensibili all'atto dell'irraggiamento.
Dato che il corpo non dà violenti segnali dolorosi in immediato, gli sperimentatori toccano a volte gli archi di scarica delle piccole Bobine di Tesla, apparentemente senza problemi.
L'evidenza insegna, però, che i danni sono possibili, con sintomi temporanei come dolori e formicolii, che si possono prolungare nel tempo.
Data la sua natura di somministrazione di violenta energia localizzata sugli ioni, il fenomeno deve essere valutato con molta cautela, in analogia di altri fenomeni come, ad esempio, quelli dati da radiazioni, che inferiscono su tali parti.
Comunque, è noto che certi trasformatori possono essere usati per fornire corrente alternata a una frequenza talmente alta che la profondità di pelle (vera) diviene piccola abbastanza da essere considerata meno dannosa (per il noto "effetto pelle"). Questo giustifica alcuni usi terapeutici di generatori di Tesla il cui utilizzo, salvo diversa dimostrazione, sarebbe giustificato dal bilancio costo-beneficio. La profondità di penetrazione è, infatti, inversamente proporzionale alla radice della frequenza.
Grandi Bobine di Tesla e amplificatori possono rilasciare livelli pericolosi di corrente di alta frequenza e possono sviluppare anche tensioni significativamente più alte (spesso 250 000-500 000 volt o più). A causa delle tensioni più alte, i grandi sistemi possono depositare elevate quantità di energia, in maniera molto potente, condensata e ripetuta, tale da essere potenzialmente letali.
Raddoppiando la tensione prodotta si quadruplica l'energia elettrostatica immagazzinata in uscita.
Se si viene a contatto con la scarica elettrica RF, lo shock può produrre contrazioni muscolari diffuse e arresto cardiaco.
Anche bobine di Tesla più piccole o allo stato solido possono dare correnti di RF lesive anche solo per effetto Joule ai tessuti (ustioni interne ed esterne).
Insomma, una scarica RF può carbonizzare i tessuti e ustionare anche in profondità il tessuto osseo (ustione molto dolorosa e molto difficile da guarire), o produrre singole ma ripetute lesioni a costituire una sorta di maglio energetico distruttivo interno. Si nota che tali fenomeni, considerabili come minori da uno sperimentatore entusiasta, sono analoghi, ma possono essere enormemente superiori come energia deposta, a quelli presunti del cosiddetto Elettrosmog.
Gli sperimentatori bene informati evitano in ogni modo il contatto sia diretto che di prossimità con l'arco prodotto.
I professionisti e, in genere, il personale che usa più frequentemente tali dispositivi su apparati di potenza, usa protezioni certe, come gabbie di Faraday o abiti con maglie metalliche, tali da impedire certamente la penetrazione dei flussi elettrici nel corpo, rendendo minimi anche altri eventuali effetti di campo (di certo ancora non bene investigati e spesso sottovalutati, come quelli sui tessuti molli dell'apparato riproduttivo).
Per quanto riguarda direttamente la letalità delle bobine di Tesla questa è relativamente bassa, dato che le elevatissime tensioni possono fornire solo correnti relativamente basse e spesso insufficienti a causare direttamente il decesso immediato.
I pericoli maggiori associati a operazioni con bobine di Tesla sono legati al circuito primario.
È il circuito primario che ha una tensione già elevata e capace di fornire una corrente sufficiente per fermare il cuore di uno sperimentatore disattento.
Poiché questi componenti non sono fonte di marcati effetti visivi o sonori, possono facilmente essere trascurati tanto da essere la principale fonte di imprudenza.
Un arco ad alta frequenza potrebbe colpire la bobina primaria esposta, mentre, allo stesso tempo, un'altra scarica colpisce una persona: l'aria ionizzata delle due scariche forma un circuito che può condurre letali correnti a bassa frequenza dal primario alla persona (come un filo).
Si crede che sia stata questa la causa di morte di un dimostratore professionista di bobine di Tesla, Henry Leroy Transtrom, nel 1951.
Lavorare al circuito primario di una bobina è la parte più rischiosa. Questo continua a essere vero anche quando il circuito è sconnesso dall'alimentazione, anche da diverso tempo, dato che una notevole energia residua può rimanere accumulata nei condensatori.
I sistemi ben progettati includono sempre l'inserimento di resistenze di cortocircuito per eliminare cariche residue di condensatori. 
In più, un'operazione di cortocircuito di sicurezza dovrebbe sempre essere fatta su ogni condensatore prima di iniziare ogni lavoro o contatto sulle parti.

## Applicazioni
Il laboratorio di Tesla di Colorado Springs possedeva una delle più grandi bobine mai costruite, la quale faceva parte del suo trasmettitore di amplificazione (o ingrandimento). Il Trasmettitore di Amplificazione fu qualcosa di differente dalle classiche bobine di Tesla di secondo tipo. Tale amplificatore usava una guida a due bobine per eccitare la base di una terza bobina (risonante) che era posta a distanza dalla guida. I principi operanti di entrambi i sistemi sono comunque simili. 
La più grande bobina di Tesla a due spire in funzione nel 2008 - secondo il sito Atlas Obscura - era conosciuta con il nome di "Electrum" ed è stata costruita da Eric Orr e dall'ingegnere ad alta tensione Greg Leyh su commissione di Alan GIbbs nell'aprile del 1998. È un'unità di 3 milioni di Volt e fa parte di una struttura alta più di 11 metri (38 piedi). Alan Gibbs ne è il proprietario e la bobina è collocata nella sua fattoria vicino a Auckland, Nuova Zelanda. Tra le bobine di grandi dimensioni si possono citare "BIGGG" in Oklahoma, Big Bruiser in Wisconsin, e un paio di bobine conosciute come CAUAC che fanno la loro apparizione al festival musicale annuale di Coachella. Un certo numero di bobine di grandi dimensioni può essere visto anche negli incontri annuali di Teslathon.
La bobina di Tesla è un antico predecessore (per quanto riguarda la bobina di induzione) di un dispositivo più moderno chiamato trasformatore flyback, che genera tensione necessaria per alimentare il tubo catodico usato in alcune televisioni e monitor di computer. La bobina a scarica disruptiva rimane nell'uso comune come la bobina d'accensione o bobina a scarica nel sistema d'accensione di motori a combustione interna. Questi apparecchi non usano risonanza per accumulare energia, che comunque è la caratteristica peculiare di una bobina di Tesla. Essi usano un "impulso" induttivo, forzato, una brusca caduta del campo magnetico, così che una tensione elevata è prodotta dalla bobina ai suoi terminali del primario, che è maggiore della tensione applicata per creare il campo magnetico, e questa tensione incrementata è a sua volta moltiplicata dal rapporto delle spire del trasformatore. Una moderna variante a bassa potenza di una bobina di Tesla è quella usata per alimentare le immagini dinamiche dei "globi di plasma" ed apparecchi ludici simili.
La preparazione di strumenti di vetro sottovuoto (p.e. per lavorare con sostanze volatili gassose, con sistemi di condotti di vetro) può rendere utile il rilevamento di piccole falle nei condotti stessi, mediante una bobina di Tesla. Quando il sistema è vuotato e il terminale di scarica della bobina è avvicinata al vetro, la scarica converge immediatamente sulle discontinuità, permettendo di individuarle.

## Popolarità
Le bobine di Tesla sono apparecchiature molto popolari fra alcuni ingegneri elettronici ed appassionati di elettronica. Chi costruisce bobine di Tesla come hobby è chiamato "coiler". La più grande bobina di Tesla conica al mondo è mostrata al Museo della Scienza in Hot Springs (Arkansas). Questa bobina produce 1,5 milioni di volt di potenziale elettrico. Periodicamente in Hot Spring vi sono convegni di costruttori di bobine frequentati da gente comune con le loro bobine di Tesla fatte in casa, ed altre apparecchiature elettriche di maggiore interesse. Si nota che ci sono misure di sicurezza piuttosto significative riguardo alla costruzione di bobine con operazioni da hobbysta, (ma anche da parte di ingegneri professionisti), tali misure è bene che siano opportunamente conosciute e ben applicate, con una buona informazione teorica, cioè in maniera più sicura piuttosto che tentare la propria analisi da solo, in maniera rischiosa sulla propria pelle.
Bobine di Tesla a bassa potenza sono usate anche qualche volta come fonte di alta tensione per la fotografia Kirlian. Le bobine sono spesso utili come attrezzi istruttivi. Mag. Erwin Kohaut, un insegnante di fisica al liceo austriaco BGRG 12 Rosasgasse a Vienna, Austria, ed alcuni studenti costruìrono una bobina di Tesla come progetto. Sta in piedi nella cantina di quella scuola. Per molti anni una bobina era in mostra al St. Louis Science Center. Fu posta al primo piano, vicino al teatro di Omnimax, in un angolo e piuttosto in alto, dietro una protezione. I visitatori potevano farla funzionare, con alcune scariche, infilando una monetina in una gettoniera a fianco.
Una bobina tesla molto grande, disegnata e costruita da Syd Klinge, è mostrata ogni anno al festival della musica e arte di Coachella, in Coachella, Indio, California, Stati Uniti.
Le bobine di Tesla possono essere usate anche per creare musica. Nel tema di Super Mario Bros il video mostra uno spettacolo con bobine accoppiate a stato solido che operano a 41 kHz. Le bobine furono costruite ed operarono, costruite da hobbysti, su progetto dei disegnatori Jeff Larson e Steve Ward. L'apparecchiatura è stata chiamata "Zeusaphone", in onore di Zeus, il dio greco del tuono; il nome fu proposto dal Dott. Barry Gehm, di Lyon College ed adottato da Ward il 21 giugno 2007.

## Nella cultura di massa

### Cinema
Gli effetti spettacolari delle bobine di Tesla ne hanno fatto per lungo tempo un oggetto "d'arredo" quasi obbligatorio nei laboratori di molti scienziati pazzi.
- Una bobina di Tesla fu usata per produrre gli effetti dei fulmini di V'Ger effettuato per il primo film Star Trek del 1979. Le riprese furono svolte in un campo d'aviazione da squadre su una turnazione continua, per via dei tempi di produzione molto ristretti. Anche membri dello staff di produzione, come il direttore/supervisore degli effetti speciali visivi Douglas Trumbull, furono inclusi nel personale tecnico. All'epoca, vi furono voci tra il personale su strani effetti collaterali che sarebbero potuti accadere al termine della produzione per via dell'esposizione ai campi elettrici, voci tuttavia non confermate ufficialmente. Nell'edizione in DVD del 2001, una "Director's Cut", alcune sequenze aggiunte comportarono sostituzioni/aggiunte di animazioni in computer grafica di nuovi effetti luminosi.
- Nel film di Jim Jarmusch Coffee and Cigarettes (2003) c'è una scena in cui è protagonista Jack e Meg White dalla banda The White Stripes intitolata "Jack mostra a Meg la sua bobina di Tesla ". Nell'intervallo, la coppia prende un caffè. Jack spiega il lavoro di Nikola Tesla a Meg e mostra la bobina che ha di fianco.
- Nel film Sky Captain and the World of Tomorrow una coppia di bobine di Tesla posta a difesa dell'ufficio del fantomatico dott. Totenkopf fulmina uno degli scienziati sopravvissuti che, incautamente, fa scattare una trappola correndoci sopra.
- Nel film di Christopher Nolan The Prestige, uno dei principali attori, Hugh Jackman, cerca l'aiuto di Nikola Tesla (interpretato da David Bowie) per realizzare uno strumento capace di teletrasportare la materia. Tesla crea poi una variante della sua Bobina per realizzarlo.
- Nell'ultimo remake di L'apprendista stregone il protagonista costruisce nel suo laboratorio quattro bobine di Tesla in quanto studente di fisica.
- Nel film Ed Wood (film) di Tim Burton il personaggio di Bela Lugosi rifiuta di avvicinarsi ad una bobina di Tesla, utilizzata come elemento scenografico durante le riprese di un film, per paura di bruciarsi come gli era capitato in passato.

### Televisione
- Nella serie animata Sealab 2021 trasmessa nel programma contenitore Adult Swim su Cartoon Network, le bobine di Tesla compaiono molte volte: In "Waking Quinn", Stormy fulmina il Dott. Quinn lasciando cadere una "strepitosa bobina di Tesla fatta in casa" nella piscina della luna; in "Policy", Sparks uccide il capitano Murphy lasciando cadere la stessa bobina di Tesla nella sua vasca da bagno. Questa 'bobina di Tesla ' fu ricavata da una batteria di macchina, una patata, e del filo di rame. Tutti di questi articoli furono montati disordinatamente con chiodi sopra un pezzo di legno.
- In un episodio dello show di Cartoon Network Io sono Donato Fidato, Donato usa una pietra come martello per costruire una bobina di Tesla partendo da bastoni e uno scoiattolo.
- All'inizio della serie televisiva Robot Chicken, una bobina di Tesla adorna il banco da lavoro dello Scienziato Pazzo.
- Nella serie televisiva Warehouse 13 è presente come arma d'ordinanza degli agenti la "pistola di Tesla" che rilascia scariche elettriche stordenti non letali.
- Nella serie televisiva NCIS: Los Angeles è presente nella casa di uno studente universitario come antifurto.

### Videogiochi
Le bobine di Tesla appaiono come arma in molti giochi per computer, ed è in grado di sparare ai nemici frecce elettriche o veri e propri fulmini. Altre armi di energia diretta appaiono anche con la parola "Tesla" nel loro nome. Esempi di giochi che rappresentano bobine di Tesla e le altre armi di Tesla sono: Blazing Angels 2, Blood, Command & Conquer: Red Alert, Destroy All Humans!, Tomb Raider: Legend, Arcanum: Of Steamworks and Magick Obscura, Return to Castle Wolfenstein, Tremulous (nato come mod di Quake III Arena), World of Warcraft, Goldeneye: Rogue Agent, Dystopia (un Half-Life 2-mod), Ratchet & Clank, BloodRayne 2, Crimson Skies, Fallout 3, Clash of Clans, Clash Royale e backyard monsters.
- In Fallout si può trovare una finta Armatura di Tesla. L'armatura di Tesla offre grande protezione dalle armi a energia perché, nel contesto del gioco, l'armatura assorbe e dissipa la maggior parte dell'attacco (proprio come fa una bobina di Tesla quando si scarica); in Fallout 3 è possibile indossare ancora un'Armatura di Tesla, ed è possibile migliorare la propria abilità, con le armi a energia, leggendo il libro Tu e Nikola Tesla. Inoltre con una espansione, è possibile rubare da una base una bobina di Tesla e un'arma, inesistente nella realtà, chiamata Cannone di Tesla, in grado di convogliare le scariche della bobina in una scarica molto grande di grandi dimensioni.
- Nel gioco The Sims Bustin' Out è disponibile l'acquisto di una Bobina di Tesla. Quando i Sims la usano, si acquisiscono punti di abilità meccanici.
- Nel videogioco MMORPG City of Heroes, creata dai Cryptic Studios e NCsoft, i Cavalieri di Tesla sono robot ostili creati dal Re "Meccanismo" . Essi sono capaci di disabilitare le caratteristiche dei giocatori per un certo tempo circondandoli con energia elettrica. Similmente, il potere del giocatore 'Tesla Cage' è usato soprattutto per disabilitare o 'mantenere' avversari con energia elettrica nello stesso gioco.
- Nikola Tesla e le sue invenzioni compaiono nella sezione "Verità" di Assassin's Creed II. In particolare Tesla viene associato allo schieramento degli Assassini.
- Nel gioco Blazing Angels 2: Secret Mission of WWII tra le varie armi secondarie c'è anche la bobina di Tesla, simile a una bobina normale ma con al centro dei componenti per l'elettricità, in grado di emanare una scarica elettrica che può abbattere ogni aereo nemico nelle vicinanze.
- Nel videogioco d'azione cooperativo Alien Swarm è presente come arma il cannone tesla, che emette scariche elettriche stordenti, e la sentinella tesla, che ha gli stessi effetti del suddetto cannone ma è stazionaria e automatica.
- Nella serie di videogiochi di Command & Conquer: Red Alert la bobina Tesla è un sistema di difesa usato dall'esercito sovietico: è montata su apposite torrette fisse in grado di sparare potenti fulmini, e viene usata come arma anche dal Carro Tesla (un carro armato), dai Tesla Trooper (truppe di fanteria) e da un veicolo anfibio chiamato Stingray.
- Nel videogioco Pocket Tanks è presente un'arma chiamata Tesla Coil, appunto traduzione in inglese della bobina di Tesla
- Nel gioco The Order: 1886 che fornisce invenzioni al'ordine tra cui fucili spara fulmini basati sullo stesso funzionamento della bobina di Tesla
- Nel videogioco Clash of Clans i giocatori aventi un municipio al livello 7 o superiore potranno costruire da 2 a 4 (a seconda del livello del municipio) "Tesla Occulta" (Hidden Tesla in lingua inglese), una trappola che colpisce le truppe avversarie (sia volanti che di terra) con scariche elettriche che arrecano molto danno.
- Nel videogioco Frostpunk, uno degli insediamenti disponibili in diverse avventure è la Città di Tesla, dove possono essere rinvenute diverse risorse utili alle città. Tuttavia è un rischio mandare gli esploratori dentro essa, dato che c'è il 50% di probabilità che gli esploratori muoiano per cause "ignote"

## Musica
- La bobina di Tesla è stata utilizzata come "strumento musicale" per creare la base della canzone Thunderbolt nell'album discografico Biophilia (2011) della cantante islandese Björk.

### Altri
- Nel gioco di miniature collezionabili da tavolo MageKnight di WizKids Games c'è una potente figura di "motore d'assedio", progettata per fare fronte a un piccolo esercito di figurine convenzionali ed il rappresentante della fazione Atlantidea di questa figura è un cannone elettrico a ruote noto come il Pugno di Tezla ed è un presunto riferimento a Nikola Tesla.

## Brevetti collegati

### Brevetti di Tesla
- Electrical Transformer Or Induction Device, (EN)  US433702, United States Patent and Trademark Office, Stati Uniti d'America., 5 agosto 1890 (History of Wireless By Tapan K. Sarkar, et al. ISBN 0-471-78301-3)
- Means for Generating Electric Currents, (EN)  US514168, United States Patent and Trademark Office, Stati Uniti d'America., 6 febbraio 1894
- Electrical Transformer, (EN)  US593138, United States Patent and Trademark Office, Stati Uniti d'America., 2 novembre 1897
- Method Of Utilizing Radiant Energy, (EN)  US685958, United States Patent and Trademark Office, Stati Uniti d'America., 5 novembre 1901
- Method of Signaling, (EN)  US723188, United States Patent and Trademark Office, Stati Uniti d'America., 17 marzo 1903
- System of Signaling, (EN)  US725605, United States Patent and Trademark Office, Stati Uniti d'America., 14 aprile 1903
- Apparatus for Transmitting Electrical Energy, (EN)  US1119732, United States Patent and Trademark Office, Stati Uniti d'America., 1º dicembre 1914

### Altri brevetti
- J. S. Stone, (EN)  US714,832, United States Patent and Trademark Office, Stati Uniti d'America., Apparatus for amplifying electromagnetic signal-waves. (Archiviato 2 gennaio 1901, rilasciato 2 dicembre 1902)
- A. Nickle, (EN)  US2125804, United States Patent and Trademark Office, Stati Uniti d'America., Antenna (archiviato 25 maggio 1934, rilasciato 2 agosto 1938)
- William W. Brown, (EN)  US2059186, United States Patent and Trademark Office, Stati Uniti d'America., Antenna structure (archiviato 25 maggio 1934, rilasciato 27 ottobre 1936).
- Robert B. Dome, (EN)  US2101674, United States Patent and Trademark Office, Stati Uniti d'America., Antenna (archiviato 25 maggio 1934, rilasciato 7 dicembre 1937)
- Armstrong, E. H., (EN)  US1,113,149, United States Patent and Trademark Office, Stati Uniti d'America., Wireless receiving system, 1914.
- Armstrong, E. H., (EN)  US1,342,885, United States Patent and Trademark Office, Stati Uniti d'America., Method of receiving high frequency oscillation, 1922.
- Armstrong, E. H., (EN)  US1,424,065, United States Patent and Trademark Office, Stati Uniti d'America., Signalling system, 1922.
- Gerhard Freiherr Du Prel, (EN)  US1675882, United States Patent and Trademark Office, Stati Uniti d'America., High frequency circuit (archiviato 1º agosto 1925, rilasciato 3 luglio 1928)
- Leydorf, G. F., (EN)  US3,278,937, United States Patent and Trademark Office, Stati Uniti d'America., Antenna near field coupling system, 1966.
- Van Voorhies, (EN)  US6,218,998, United States Patent and Trademark Office, Stati Uniti d'America., Toroidal helical antenna
- Gene Koonce, (EN)  US6933819, United States Patent and Trademark Office, Stati Uniti d'America., Multifrequency electro-magnetic field generator (archiviato 29 ottobre 2004, rilasciato 23 agosto 2005) (Un generatore di campo elettromagnetico in grado di generare campi radiali, orizzontali e a flusso spirale che vengono proiettati a una certa distanza dallo strumento e ricevuti da un'antenna)